# Oljato-Monument Valley (Arizona)
Oljato-Monument Valley (navaho Ooljééʼtó) és una concentració de població designada pel cens dels Estats Units a l'estat d'Arizona i dins de la Nació Navajo. Segons el cens del 2000 tenia 155 habitants.

## Demografia
Segons el cens del 2000, Oljato-Monument Valley tenia 155 habitants, 37 habitatges, i 33 famílies.
Dels 37 habitatges en un 59,5% hi vivien nens de menys de 18 anys, en un 48,6% hi vivien parelles casades, en un 32,4% dones solteres, i en un 10,8% no eren unitats familiars. En el 10,8% dels habitatges hi vivien persones soles el 2,7% de les quals corresponia a persones de 65 anys o més que vivien soles. El nombre mitjà de persones vivint en cada habitatge era de 4,19 i el nombre mitjà de persones que vivien en cada família era de 4,52.
Per edats la població es repartia de la següent manera: un 45,8% tenia menys de 18 anys, un 10,3% entre 18 i 24, un 29,0% entre 25 i 44, un 8,4% de 45 a 60 i un 6,5% 65 anys o més.
L'edat mediana era de 21 anys. Per cada 100 dones de 18 o més anys hi havia 101,3 homes.
El segons el cens dels Estats Units de 2010 el 94,19% dels habitants són nadius americans i el 0,65% blancs.